# Anthems for the Damned
Anthems for the Damned è il quarto album in studio del gruppo musicale statunitense Filter, pubblicato nel 2008.

## Tracce
Tutte le tracce sono scritte e composte da Richard Patrick tranne dove indicato.
1. Soldiers of Misfortune – 4:25
2. What's Next (Patrick, John 5) – 3:34
3. The Wake (Patrick, Luke Walker) – 3:56
4. Cold (Anthem for the Damned) – 3:45
5. Hatred Is Contagious – 4:25
6. Lie After Lie – 3:45
7. Kill the Day – 3:31
8. The Take (Patrick, John 5) – 3:16
9. I Keep Flowers Around – 4:27
10. In Dreams (Patrick, Borland) – 3:51
11. Only You – 4:40
12. Can Stop This (Patrick, Rae DiLeo) – 5:55

## Formazione
- Richard Patrick - voce, chitarra, basso, programmazioni
- John 5 - chitarra
- Wes Borland - chitarra in In Dreams
- Josh Freese - batteria